# Orol
Orol (en gallego y oficialmente Ourol) es un municipio español de la provincia de Lugo en Galicia. Pertenece a la Comarca de La Mariña Occidental.

## Situación
Con una superficie total de 145,4 km² el ayuntamiento de Orol está limitado por los municipios de Vicedo y Vivero al norte, al sur con el de Muras, al este con el de Valadouro y al oeste con el de Mañón.

## Toponimia y gentilicio
Desde un punto de vista etimológico, Orol (Ourol) se refiere a una (villa) Aureoli, de un poseedor medieval llamado Aureolus, nombre documentado en Galicia en los siglos X y XI.

## Historia

### Paleolítico
Debido a la riqueza de restos de otras etapas posteriores como la época megalítica o los castros, la época del Paleolítico ha sido poco estudiada. En Orol destaca el yacimiento del mesolítico de Xestido en Miñotos, de industria microlítica laminar y geométrica.

### Cultura Megalítica
La cultura megalítica se caracteriza por las construcciones de monumentos funerarios. En Orol aparecen registrados los siguientes túmulos:
- A Veiga en San Pantaleón de Cabanas: túmulo semiesférico, cubierto de maleza, tiene un gran cono de espoliación. No se observan restos de cámara u otras estructuras como anillo perimetral. Sus dimensiones son de aproximadamente 12 metros de diámetro y 1,30 metros de altura.
- Penido Viejo/Huchas de Penido Viejo: túmulo de unas dimensiones de aproximadamente 16 metros, presenta una altura máxima de 130 cm. Presenta cámara megalítica que conserva la cubierta.
- Túmulo 1 de Pena do Toxo
- Túmulo 2 de Pena do Toxo
- Túmulos de Monte Cristo de los Callós: necrópolis formada por siete túmulos.[5]

### Petroglifos
En Orol aparecen catalogados trece petroglifos en el lugar de Chao de Sinás y Coto de Xesto en la parroquia de Miñotos.

### Castros
- Castro de Penagateira, Bravos: castro de forma vagamente circular.
- Castro de O Turrillón, Miñotos: de estructura sencilla, circular.
- Castro, Sisto
- Castro de Santa Apolonia, Goio, Gerdiz: castro circular con terraza. Hay una capilla construida en la parte posterior de la terraza, la capilla de Santa Apolonia del siglo XVI.[5]

### Romanización
En Orol se encontraron los siguientes restos que demuestran la presencia romana:
- Ara Lares Viais de Casas Vellas (Miñotos). Se encontró en un muro, en un camino real. Dedicada por el hijo de Flavus en cumplimiento de una promesa.
- Ara romana encontrada en Gerdiz: dedicada por Seguía, hija de Catulia y esposa de Severino. Actualmente se encuentra en el Museo Provincial de Lugo.[5]

### Edad Media
Entre los siglos IX y XI se crearon las feligresías históricas de Orol, Bravos, Cabanas, Merille, Miñotos y Gerdiz.
En el año 1128 Alfonso VII dispuso divisiones en las heredades eclesiásticas y civiles en la diócesis de Mondoñedo. En 1392 el caballero Fernán Pérez de Andrade obtuvo autorización para edificar tres iglesias en las montañas del Sor. Durante la mayor parte de la Edad Media, en Orol tuvo especial preponderancia la autoridad religiosa, y sólo en los últimos años tomaría preeminencia el poder de los señores feudales.

### Edad Contemporánea
El 31 de diciembre de 1840 se constituye el nuevo ayuntamiento, que se denominará "Ayuntamiento Constitucional de Orol", a partir del cual se crea como municipio independiente de Vivero. En 1854, coincidiendo con una revolución general en el Estado, el municipio de Orol es suprimido por orden de la Junta Provincial y pasa a formar parte de Vivero, lo que quedará sin valor según el Real Decreto del 25 de agosto de ese mismo año, lo que significa que Ourol vuelve a constituirse en ayuntamiento.
En 1860 vuelve a plantearse la cuestión de eliminar el ayuntamiento como institución cuando el gobernador civil de la provincia encarga un informe al ayuntamiento sobre la conveniencia o no de anexionarlo a Vivero, algo que Ourol no ve procedente y así lo comunica.
En 1868, con una nueva revolución general de fondo (que desembocará en el derrocamiento de Isabel II), la Junta Revolucionaria vuelve a suprimir el municipio de Orol y de nuevo un decreto del 24 de noviembre del mismo año se vuelve a considerar como entidad independiente.

## Orografía y geología
La altitud media sobre el nivel del mar es de 405 metros, con una tercera parte del territorio municipal situada en zona montañosa (por encima de los 500 m.)
La disposición de las fallas tectónicas es de noroeste a suroeste, por lo que, orientados en esta dirección, los profundos valles por los que discurren los principales ríos del ayuntamiento se alternan con escarpadas zonas montañosas que los separan, disminuyendo la altitud media de sur a norte.
Las mayores cotas se encuentran situadas en el suroeste del municipio (al sur de la parroquia de Miñotos, en el límite municipal con Muras y O Valadouro, en las últimas estribaciones de la sierra del Gistral, en la zona de nacimiento del río Besteburiz, donde en el límite con los tres municipios se alcanza el pico Velilla con 937 metros de altitud.
La sierra del Gistral, núcleo central del llamado Macizo Septentrional Galaico presenta una gran cantidad de turberas, algunas situadas alrededor de 2000 m de altitud que constituyen reservas subterráneas de agua y que regulan en gran parte el régimen de los ríos que nacen en esta sierra.
Esta zona está incluida dentro del espacio natural LIC de la Red Natura 2000 denominado "Sierra del Gistral". En el límite de las parroquias del Sisto y Orol con el municipio de Muras se sitúa otra zona elevada del municipio, el pico Carballosa, con 732 metros de altitud. El resto del territorio municipal se encuentra por debajo de los 600 metros.

## Hidrología
La red fluvial del término municipal de Orol pertenece a la vertiente cantábrica. Se distinguen dos cuencas fluviales: la del río Landro y la del río Sor.
El río Landro, que nace en el municipio de Muras, en la parroquia de Vivero y que desemboca en la ría de Vivero, configurando parte del límite entre ambos municipios, discurre de sur a norte en el término de Ourol y, junto a sus arroyos, constituye la práctica totalidad de una amplia red fluvial en el ayuntamiento.
Después de su nacimiento en Muras, donde forma el límite entre las parroquias de Vivero y Silán, entra en el municipio de Orol, estableciendo el límite entre las parroquias de Miñotos y Gerdiz, configurando seguidamente el límite entre las parroquias de Merille y Chavín, ya en Vivero. El recorrido del río Landro que discurre entre la aldea de Santa Mariña de Miñotos hasta su desembocadura en Viveiro está declarado como LIC "Río Landro" dentro de la Red Natura 2000.
El río Sor configura el límite oeste de Orol, con el municipio coruñés de Mañón, y parte del límite sur con Muras. Dos de sus afluentes por la izquierda, los ríos Toxoso y San Pantaleón, se encuentran dentro del término municipal de Ourol, atravesando respectivamente las parroquias de Ambosores y Cabanas. Continúa formando límite entre el municipio lucense de Vicedo con el coruñés de Mañón y desemboca en el mar Cantábrico, formando la ría de O Barqueiro.

## Clima
El término municipal de Orol está dentro del dominio climático oceánico húmedo, puesto que las influencias marinas desembocan en una suavidad térmica y una distribución bastante regular de las precipitaciones durante todo el año. Las características más sobresalientes son: temperatura media anual suave (14.º), precipitaciones relativamente abundantes (1400-1500 mm) y una amplitud térmica débil (11.º).
Las lluvias no son excesivamente intensas y son poco fuertes, siendo más extensas durante ocho meses, período que comprende la primavera, otoño e invierno, donde se superan los 10 m/m, pudiendo llegar incluso a los 200 m/m en los meses de más intensidad (diciembre y enero). El período de mayor sequía corresponde a los meses de julio y agosto, donde raramente se superan los 50m/m, de tal forma que se puede decir que durante diez meses el clima es sumamente húmedo.
La proximidad del mar y su influencia climática se deja sentir sobre todo en la falta de valores extremos, la gran diferencia entre las temperaturas de invierno y las de verano, las primeras son moderadas y en período estival templadas.

## Geografía humana

### Demografía
Cuenta con una población de 985 habitantes (INE 2024).
| Gráfica de evolución demográfica de Ourol entre 1842 y 2021 |
| |
| Población de derecho según los censos de población del INE. Población de hecho según los censos de población del INE.En estos censos se denominaba Orol: 1842, 1857, 1860, 1877, 1887, 1897, 1900, 1910, 1920, 1930, 1940, 1950, 1960, 1970 y 1981. |

El descenso en el número de habitantes es constante y acusado desde 1910, manteniéndose esta tónica en los datos relativos a la última década. La población en 1900 era de 5.720 personas y en 1960 de 4.410. En esta fase la pérdida de efectivos humanos es muy ligera, achacable al proceso migratorio pero que una población de estructura joven y con fuertes tasas de natalidad pudo compensar parcialmente. Porcentualmente el descenso fue muy superior a partir de 1960 incrementándose cada vez más.
En la trayectoria demográfica negativa de este ayuntamiento intervienen diversos factores socioeconómicos y demográficos (fecundidad, mortalidad y movimientos migratorios) que la condicionaron. La emigración fue uno de los factores demográficos que explican esta evolución negativa junto al envejecimiento de la población que supuso un crecimiento negativo.
Además, la observación de los datos parroquiales permite comprobar que esta dinámica demográfica regresiva se extendió a todas las parroquias.

## Organización territorial
El municipio está formado por doscientas cincuenta entidades de población distribuidas en ocho parroquias:
- Ambosores (Santa María)
- Bravos (Santiago)
- Cabanas (San Pantaleón)[11][12][13]
- Gerdiz[12](Santa María)[14]
- Merille (Santa Eulalia)
- Miñotos (San Pedro)
- Orol[12](Santa María)[15]
- Sixto[12] (Santa María)[13]

## Símbolos
Históricamente, el Ayuntamiento de Orol, utilizó siempre sellos y escudos que pertenecían a los gobiernos centrales, puesto que la mayoría de los ayuntamientos españoles que no son ciudades capitales de provincia o ciudades históricas con título dado por el rey, utilizan el escudo de España.[cita requerida]
En 2009 el Pleno del Ayuntamiento, en sesión ordinaria, acuerda modificar el escudo del municipio, así como crear una bandera municipal. La propuesta aprobada es la siguiente: Propuesta de escudo: de sinople, banda de oro, acompañada de un vichelocrego o gaimarelo (ariolus ariolus) en cada hueco; bordura de plata cargada con ocho pinos al natural. Al timbre Corona Real Cerrada.
Propuesta de bandera: en paño verde una banda de amarillo acompañada de un vichelocrego ou gaimarelo (ariolus ariolus) de amarillo y alas de negro en cada hueco.
Las aves de oro o (oriolus oriolus), conocidas en Galicia como "vichelocrego" y "gaimarelo", simbolizan el topónimo "Ourol", derivado del latín "aureolus" (dorado). La banda recuerda al caballero don Fernán Pérez de Andrade "el bueno", que dejó su huella heráldica en el siglo XIV en la iglesia de San Pantaleón de Cabanas, que el mismo mandó edificar. Los ocho pinos aluden a las ocho parroquias del municipio y a su riqueza forestal que, junto con el color sinople del campo, simbolizan el medio ambiente y su carácter rural.

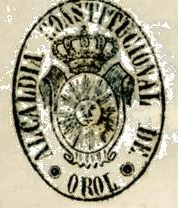
Escudo de 1840.
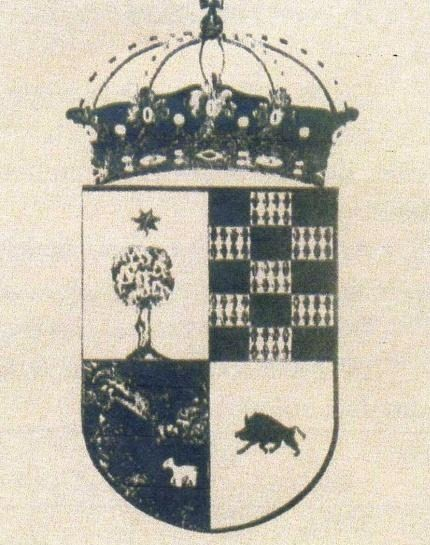
Primera propuesta de escudo.
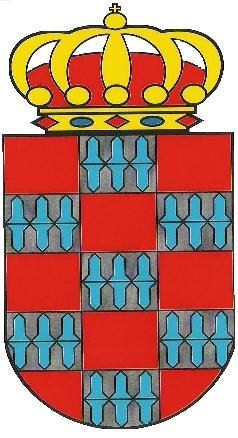
Escudo de 1988.